# Boldklubben 1903
Boldklubben 1903, w skrócie B 1903 – duński klub piłkarski z siedzibą w Kopenhadze.

## Osiągnięcia[1][2]
- Mistrz Danii (7): 1920, 1924, 1926, 1938, 1969, 1970, 1976
- Wicemistrz Danii (6): 1933, 1934, 1972, 1977, 1990, 1992
- Puchar Danii (2): 1979, 1986
- Finał Pucharu Danii: 1982

## Historia
B 1903 założony został 2 czerwca 1903 roku. Klub jest siedmiokrotnym mistrzem Danii i dwukrotnym zdobywcą Pucharu Danii. Największym osiągnięciem zespołu na arenie międzynarodowej było dotarcie do ćwierćfinału Pucharu UEFA w sezonie 1991/92 po wyeliminowaniu Aberdeen F.C., Bayernu Monachium i Trabzonsporu. 
W 1992 połączył się z Kjøbenhavns Boldklub (KB), tworząc FC København. Boldklubben 1903 nie został jednak całkowicie rozwiązany – fuzja dotyczyła wyłącznie pierwszej drużyny klubu, która przekazała nowemu zespołowi licencję na grę w Superligaen.

## Europejskie puchary
Legenda do wszystkich tabel:
- Q – runda eliminacyjna, 1/16, 1/8, 1/4, 1/2 – odpowiednia faza rozgrywek, Grupa – runda grupowa, 1r gr – pierwsza runda grupowa, 2r gr – druga runda grupowa, F – finał, R – runda, PO – play-off
- k. – rzuty karne, los. – losowanie, Dogr. – dogrywka, w. – zasada bramek strzelonych na wyjeździe

| Sezon   | Rozgrywki                 | Runda | Przeciwnik           | Dom | Wyjazd | Ogólnie    |
| ------- | ------------------------- | ----- | -------------------- | --- | ------ | ---------- |
| 1965/66 | Puchar Miast Targowych    | 2R    | Dunfermline Athletic | 2–4 | 0–5    | 2–9        |
| 1970/71 | Puchar Europy             | 1R    | Slovan Bratysława    | 2–2 | 1–2    | 3–4        |
| 1971/72 | Puchar Europy             | 1R    | Celtic F.C.          | 2–1 | 0–3    | 2–4        |
| 1973/74 | Puchar UEFA               | 1R    | AIK Fotboll          | 2–1 | 1–1    | 3–2        |
| 1973/74 | Puchar UEFA               | 2R    | Dynamo Kijów         | 1–2 | 0–1    | 1–3        |
| 1975/76 | Puchar UEFA               | 1R    | 1. FC Köln           | 2–3 | 0–2    | 2–5, Dogr. |
| 1977/78 | Puchar Europy             | 1R    | Trabzonspor          | 2–0 | 0–1    | 2–1        |
| 1977/78 | Puchar Europy             | 1/8   | SL Benfica           | 0–1 | 0–1    | 0–2        |
| 1978/79 | Puchar UEFA               | 1R    | Kuopion Palloseura   | 4–4 | 1–2    | 5–6        |
| 1979/80 | Puchar Zdobywców Pucharów | Q     | APOEL FC             | 6–0 | 1–0    | 7–0        |
| 1979/80 | Puchar Zdobywców Pucharów | 1R    | Valencia CF          | 2–2 | 0–4    | 2–6        |
| 1983/84 | Puchar UEFA               | 1R    | Baník Ostrawa        | 1–1 | 0–5    | 1–6        |
| 1986/87 | Puchar Zdobywców Pucharów | 1R    | Lewski Sofia         | 1–0 | 0–2    | 1–2        |
| 1991/92 | Puchar UEFA               | 1R    | Aberdeen             | 2–0 | 1–0    | 3–0        |
| 1991/92 | Puchar UEFA               | 2R    | Bayern Monachium     | 6–2 | 0–1    | 6–3        |
| 1991/92 | Puchar UEFA               | 3R    | Trabzonspor          | 1–0 | 1–1    | 2–1        |
| 1991/92 | Puchar UEFA               | 1/4   | Torino FC            | 0–2 | 0–1    | 0–3        |

## Literatura
- Jens Jam Rasmussen i Michael Rachlin, "Slaget om København" (Bitwa o Kopenhagę), Dania, 2005, ISBN 87-91693-55-1